# 2-Piperidinethanol
2-Piperidinethanol ist eine chemische Verbindung aus der Gruppe der Piperidine. Sie gehört zu den sterisch gehinderten Aminen. 2-Piperidinethanol wird als Intermediat zur Synthese von Kosmetika und Arzneimitteln, wie bspw. Icaridin und Piridocain benötigt.

## Gewinnung und Darstellung
2-Piperidinethanol kann durch katalytische Hydrierung von 2-Pyridinethanol gewonnen werden.